# Varlam Lipartelijani
Varlam Lipartelijani (* 27. února 1989 Lentechi, Sovětský svaz) je gruzínský zápasník–judista.

## Osobní život
Bojovým sportům se začal věnovat v 10 letech na doporučení svého příbuzného Sosa Lipartelianiho. Tehdy žil s rodinou nedaleko Tbilisi, kam se rodina přestěhovala z Dolní Svanetie. S judem začal ve 12 letech v Tbilisi pod dohledem Gurama Modebadzeho. V reprezentaci měl na jeho sportovní dráhu největší vliv Šota Chabareli.
V roce 2012 během přípravy na olympijské hry v Londýně měl automobilovou nehodu s týmovým kolegou Avtandilem Črikišvilim. Z nehody vyvázl jako řidič bez zranění, na rozdíl pasažérů z druhého auta. Ti skončili s vážnými zraněními v nemocnici. Tato událost a psychický tlak lídra gruzínské reprezentace se podepsaly na jeho vystoupení na olympijských hrách. Ve druhém kole podcenil málo známého Australana Marka Anthonyho a předčasně turnaj opustil. V roce 2016 startoval na olympijských hrách v Riu odčinit zaváhání z před čtyř let. Od úvodního kola potvrzoval roli favorita. Bez zaváhání postupoval turnajem, v semifinále si na wazari-ippon poradil s úřadujícím mistrem světa Korejcem Kwak Tong-hanem a ve finále se utkal s Japoncem Mašú Bejkrem. V polovině zápasu zaváhal, neuhlídal Japoncovu osobní techniku o-uči-gari a padl na yuko. Zbytek zápasu se snažil dostat do svého úchopu, ale Japonec si na rozdíl od Korejce v semifinále dobře hlídal svůj rukáv a v případě nouze zahrál situace do autu pádem na zem. Získal stříbrnou olympijskou medaili. Od roku 2017 zápasí ve vyšší polotěžké váze do 100 kg.
Varlam Lipartelijani pravoruký, komplexní judista, velmi silný v nage-waze i v ne-waza, jeho osobní technikou je uči-mata-makikomi.

### Vítězství
- 2008 - 2x světový pohár (Vídeň, Moskva)
- 2009 - 1x světový pohár (Tbilisi)
- 2010 - 1x světový pohár (Praha)
- 2011 - 1x světový pohár (Abú Dhabí)
- 2012 - 3x světový pohár (Tbilisi, Düsseldorf, Rio de Janeiro)
- 2013 - 2x světový pohár (Paříž, Düsseldorf)
- 2014 - 1x světový pohár (Havana)
- 2015 - 1x světový pohár (Düsseldorf)
- 2017 - 1x světový pohár (Minsk)

## Výsledky
| Olympijské hry     |    |    |    | —  |     |    |     | úč. |    |    |    | 2. |    |     |    |    |    |  |  |  |  |  |  |  |
| Mistrovství světa  | —  |    | —  |    | úč. | 5. | úč. |     | 2. | 3. | 3. |    | 2. | 2.  | 7. |    |    |  |  |  |  |  |  |  |
| Evropské hry       |    |    |    |    |     |    |     |     |    |    | 2. |    |    |     | 2. |    |    |  |  |  |  |  |  |  |
| Mistrovství Evropy | —  | —  | —  | —  | 2.  | 2. | 3.  | 1.  | 2. | 1. | 2. | 1. | 5. | úč. | 2. | 5. | 2. |  |  |  |  |  |  |  |
| MS juniorů         |    | —  |    | 1. |     |    |     |     |    |    |    |    |    |     |    |    |    |  |  |  |  |  |  |  |
| ME juniorů         | —  | —  | 1. | 1. |     |    |     |     |    |    |    |    |    |     |    |    |    |  |  |  |  |  |  |  |
| ME kadetů          | 3. | 3. |    |    |     |    |     |     |    |    |    |    |    |     |    |    |    |  |  |  |  |  |  |  |